# Serra de Sovelles
La Serra de Sovelles és una serra situada al municipis de Sora a la comarca d'Osona i el de les Llosses a la comarca del Ripollès, amb una elevació màxima de 1.072 metres.